# Bogd járás (Dél-Hangáj)
Bogd járás (mongol nyelven: Богд сум) Mongólia Dél-Hangáj tartományának egyik járása. Területe 10 500 km². Népessége kb. 5900 fő.
Székhelye Hovd [Kobdo] (Кобдо /Ховд/), mely 204 km-re délre fekszik Arvajhér tartományi székhelytől.